# Circoli
Circoli è stata una rivista di poesia italiana fondata come bimestrale a Genova da Adriano Grande nel 1931.

## Storia
Ebbe tra i redattori Eugenio Montale, Camillo Sbarbaro, Giacomo Debenedetti e Sergio Solmi; trasferita la redazione a Roma nel 1934, vi entrarono Enrico Falqui, Giuseppe Ungaretti e Marcello Gallian. Sospese le pubblicazioni nel 1936 per riprenderle l'anno successivo come mensile e con una nuova redazione di cui facevano parte Indro Montanelli, Salvatore Valitutti e Glauco Natoli.
Tra i numerosi scrittori e letterati che collaborarono e pubblicarono alcune opere all'interno della rivista si ricordano Alberto Savinio, Umberto Saba, Romano Bilenchi, Pier Maria Rosso di San Secondo, Hugo von Hofmannsthal. Chiuse le pubblicazioni nel 1939, riprendendole, nel 1940, col nuovo titolo di Raccolta, chiudendo definitivamente nel 1943.